# Merian (Reisemagazin)

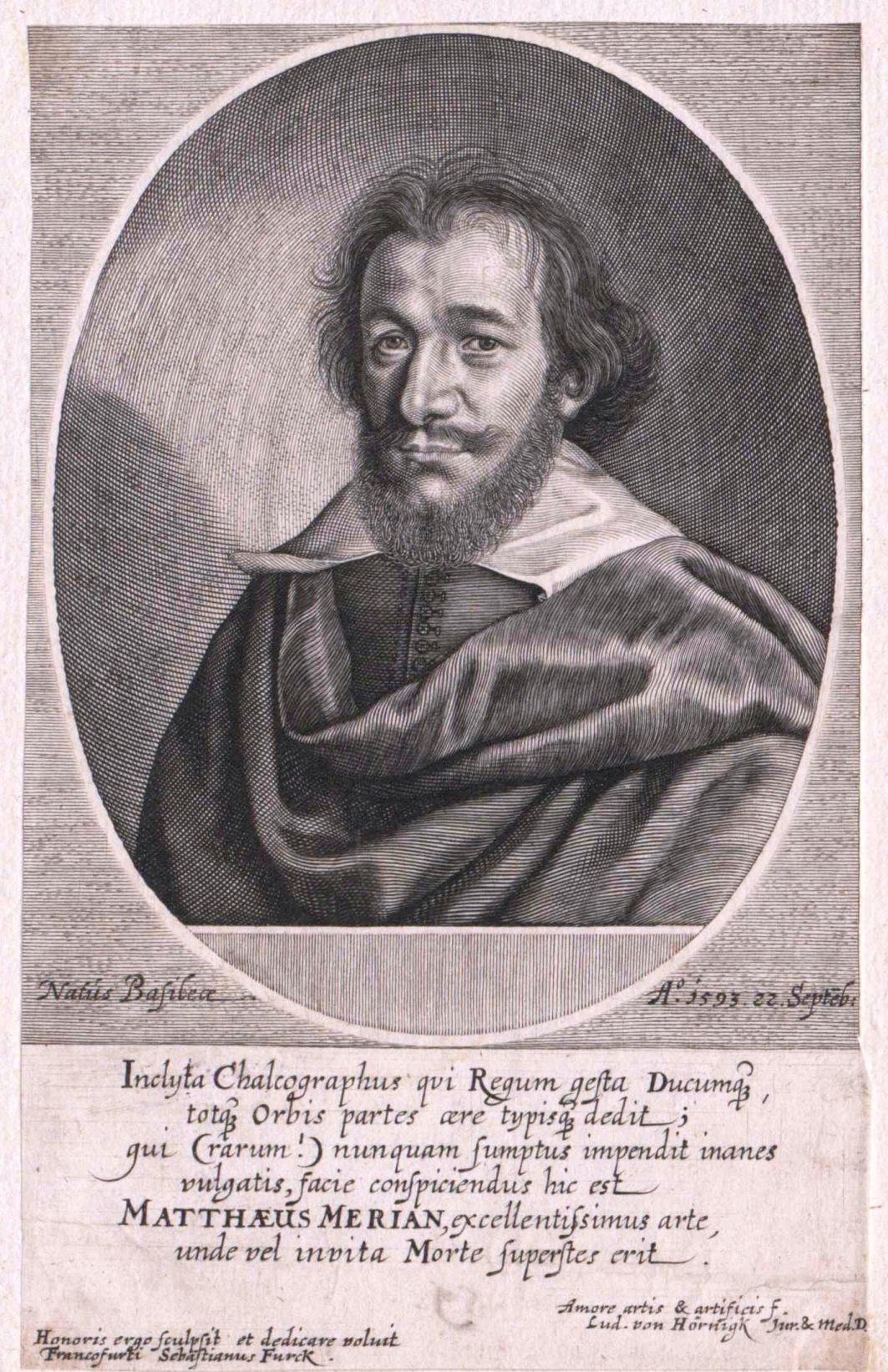
Der Basler Kupferstecher Matthäus Merian als Namensgeber des Magazins

Das Merian-Magazin ist die älteste noch existierende deutschsprachige Reisezeitschrift. Sie erschien ab Juli 1948 monothematisch und monatlich, seit 2023 widmet sich das Magazin mehreren Themen und erscheint jährlich sechsmal.
Merian wurde bis zum Jahr 2000 von Hoffmann und Campe verlegt, seitdem im Jahreszeiten Verlag aus der Ganske-Verlagsgruppe. Standort der Redaktion ist nach wie vor Hamburg. Entwickelt, sowohl textlich als auch illustrativ, wurde das Magazin vom damaligen Erstherausgeber Heinrich Leippe. Der Name der Zeitschrift erinnert an den Basler Kupferstecher Matthäus Merian, der im 17. Jahrhundert illustrierte Städtebeschreibungen herausgab.

## Konzept bis 2023
Die Hefte befassten sich bis 2023 jeweils mit einer geografischen Region: Einem Land, einem Landesteil, einer Ländergruppe oder einer Stadt. In Artikeln, Reportagen und Essays, meist bebildert, wurden die Geografie, die Wirtschaft, die Politik, die Geschichte und Literatur, aber auch Museen, Kunst und Kultur und die Gastronomie einer Region dargestellt.
Chefredakteur war von 2002 bis 2016 Andreas Hallaschka, ab 2016 Hansjörg Falz.

## Konzept seit 2023
Das „neue Merian“ erschien am 20. Oktober 2023 als Ausgabe 6/2023 mit dem Schwerpunktthema Trauminseln und regional gemischten Artikeln rund ums Reisen. Ausgabe 1/2024 widmete sich den Reisefavoriten 2024.
Mit dem neuen Konzept fungiert der Verleger Sebastian Ganske gleichzeitig als Chefredakteur.

## Jahrgänge und Zählung
In den ersten Jahren bis 1974 waren die Merian-Hefte jahrgangsweise römisch durchnummeriert. Da das erste Heft im Juli 1948 erschien, beginnen die ersten Jahrgänge I bis IV jeweils im Juli und erstrecken sich bis Juni des Folgejahres. Jahrgang V ist ein (halber) Rumpfjahrgang aus nur 6 Heften, der mit der Ausgabe Dezember 1952 endet. Ab 1953 ist die Monatszählung synchron mit dem Kalender, 1/VI entspricht also dem Heft Januar 1953. Ab 1975 wird der Jahrgang auf dem Rücken nicht mehr römisch, sondern arabisch angegeben (z. B. 03/51 Rom), später erscheint das Jahr in Klartext auch auf dem Titel bzw. im Impressum. Bei neu aufgelegten Nachdrucken ist das Erscheinungsjahr nicht immer erkennbar, so dass die Jahrgangszählung zur Ermittlung des Erscheinungsdatums nach wie vor relevant ist.

## Sonderausgaben
Anfangs wurden Merian-Hefte vom Verlag zur Belebung des Verkaufs mit Umschlagstreifen, auch „Bauchbinde“ genannt, ausgestattet. Bislang bekannt geworden sind Hefte mit Umschlagstreifen nur aus dem Zeitraum von 1948 bis 1953 (1. bis 6. Jahrgang). Die Streifen sind sechs Zentimeter hoch, wurden je nach Titel variierend beschriftet und haben sich nur selten erhalten.
Außer der Reihe wurden aus besonderen Anlässen einige Sonderausgaben aufgelegt, die z. T. etwas vom thematischen Spektrum der Reihe abweichen:
- 1987 (40. Jg.) 100 Jahre Automobil
- 1990 (43. Jg.) ein Sonderheft DDR
- dazu 5 Hefte über jedes der fünf Neuen Länder der Bundesrepublik.
- 1993 (46. Jg.): 150 Jahre Thalia Theater (Hamburg)

Sonderauflagen werden in der Reihe „Merian extra“ aufgelegt. Bei diesen Sonderheften handelt es sich um bezahlte PR-Produkte im Auftrag von Tourismusunternehmen, Verbänden oder der Automobilindustrie.

## Themen, Autoren, Fotografen
Viele Themenhefte wurden, je nach Aktualisierungsbedarf, in mehrjährigem Abstand in Bild und Text überarbeitet und dann wieder aufgelegt (z. B. Berlin: 12/1949, 11/1959, 1/1970, 7/1989, 6/1998, 9/2001, 3/2005, 11/2007 sowie 6/1997 Berliner Umland). Dies ergab nicht nur eine Sicht auf die historische Entwicklung, sondern auch auf die veränderte Themensetzung, die fotografische Rezeption und Darstellung sowie die literarische Reflexion.
Für die Essays wurden oft bedeutende (Reise-)Schriftsteller gewonnen, z. B. Theodor Heuss (3/1952, Heilbronn), Gerhard Nebel (4/1954, Die Eifel), Ernst Jünger (5/1954, Paris), Hermann Stahl (7/1961, Bayerische Seen, 5/1968, Der Westerwald), Hermann Kesten (8/1962, Fränkischer Jura), Friedrich Torberg (2/1974, Prag), Herbert Rosendorfer (12/1982, München) oder der FAZ-Reisejournalist Jakob Strobel y Serra (5/2007, Mallorca). Bei der Bebilderung wurde oft auf etablierte Reise- und Kalenderfotografen zurückgegriffen, z. B. Christian Heeb und Eberhard Grames (9/1997, Paris); gelegentlich wurden die herausragenden ganzseitigen Bildstrecken von einem einzigen Fotografen geliefert, z. B. München (12/1982) von Guido Mangold.

## Reiseführer und Buchprogramm
Die kompakten Reiseführer Merian live! erscheinen seit 1993 im Buchhandel. Die Reihe wurde mehrfach mit dem ITB-Buch-Award ausgezeichnet. Seit 2007 enthalten sie eine herausnehmbare Extra-Karte, die den mehrseitigen Kartenatlas im Buch ergänzt. Ferner gibt es die Freizeitführer Merian aktiv, die literarischen Reisebücher Merian porträts – Eine Stadt in Biographien sowie Merian momente. Redaktionell verantwortlich ist das Ganske-Unternehmen Travel House Media.